# Pescuit

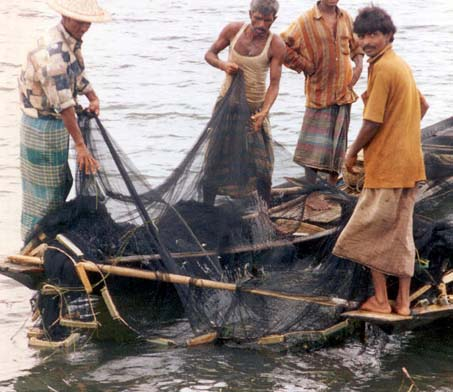
Pescari în Bangladesh.

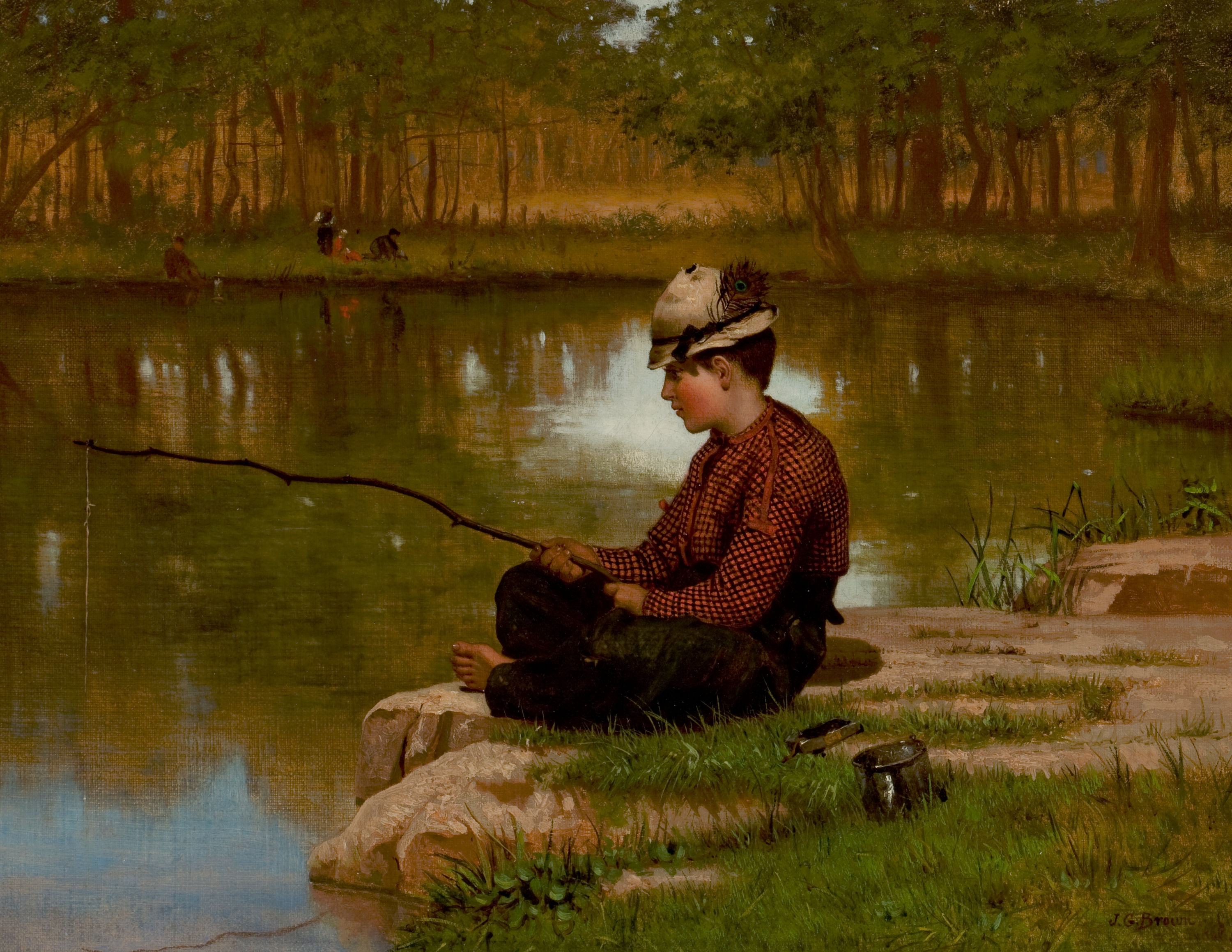
John George Brown: Waiting for a Bite, Central Park

Pescuitul este activitatea de a prinde cu ajutorul unor instrumente speciale diverse varietăți de pește sau alte vietăți acvatice. Pescuitul mai poate fi considerat ca o extracție a organismelor acvatice, din mediul în care au crescut, cu diverse scopuri, precum alimentare, recreere (pescuit sportiv), ornamentare (captura speciilor ornamentale) sau țeluri industriale.

## Prezentare generală
Conform unor estimări, anual se pescuiesc circa 100 de milioane de tone metrice de pește iar peste 75% din stocurile de pește sunt exploatate sau au fost deja distruse.
În anul 2008, un raport elaborat de Banca Mondială arăta că, în 1992, industria de pescuit marin producea cca. 85 de milioane tone de pește anual; cu peste un deceniu mai târziu, în 2004, cantitatea rămăsese aproximativ aceeași.

## Pescuitul recreativ și de competiție
Pescuitul recreativ este o activitate care constă în pescuitul în scopuri de recreere. Se deosebește de pescuitul tradițional prin faptul că nu reprezintă o formă de procurare a hranei. În prezent, există tendința de a despărți cele două concepte (recreativ și de competiție) interpretate de legislația din domeniu din România ca tot unitar, în pescuit recreativ - practicat de masa mare a pescarilor amatori - și pescuit de competiție.
Există multiple stiluri/discipline de pescuit recreativ. 
Conform Federației române de pescuit "sportiv", disciplinele sunt:
1. pescuit sportiv în ape dulci
2. pescuit marin
3. casting.

### Pescuitul staționar
Pescuitul staționar se adresează în special peștilor pașnici, de apă dulce,  și poate fi împărțit la rândul său în :
- Pescuit la plută - Este un stil care poate fi practicat atât cu undiță (vargă sau rubeziana) cât și cu lansetă (sheffield, bologneza, match). Este, probabil, stilul în care încep cei mai mulți să pescuiască.

- Pescuit "la grund", cu lanseta.

Poate fi împărțit și acesta în alte categorii:
- Pescuitul la crap
- Pescuit la feeder

### Pescuitul cu năluci
Pescuitul cu năluci sau  pescuitul la răpitori, căci numai acești pești pot fi pescuiți cu năluci, se împarte și el, la rândul lui, în trei categorii:
- Spinning
- Casting
- Pescuit la muscă